# Qualcuno da odiare
Qualcuno da odiare (King Rat) è un film del 1965 scritto e diretto da Bryan Forbes, tratto da un romanzo di James Clavell.
Ha ricevuto due candidature ai Premi Oscar, per la miglior fotografia e la miglior scenografia.

## Trama
Durante la Seconda Guerra Mondiale, un soldato statunitense prigioniero dei giapponesi nel sud est asiatico riesce a vivere in condizioni molto migliori rispetto ai suoi compagni, che soffrono la fame e le vessazioni, manipolando le persone che lo circondano e controllando il mercato nero all'interno del campi di prigionia. Per questo è disprezzato e odiato da tutti gli altri prigionieri. Alla fine però, quando arriva la resa del Giappone e il soldato senza scrupoli deve rendere conto della sua condotta, uno dei prigionieri che l'aveva odiato deve ammettere che questi odio li aveva aiutati a sopravvivere senza alienarsi perché avevano avuto forza dall'avere qualcuno da odiare.